# Link-BR2
O Link-BR2 é um datalink militar brasileiro desenvolvido pela Força Aérea Brasileira e pela empresa de defesa AEL Sistemas. O sistema entrou em operação em dezembro de 2020, e foi concebido no início da década de 2010 pela necessidade das Forças Armadas do Brasil de possuir um sistema de comunicação para a troca de informações entre todos os militares do país.
O Link-BR2 permite a troca de dados como informações de radar, vídeos e imagens com outras unidades dos três ramos a qualquer hora e em qualquer lugar, utilizando um protocolo criptografado avançado com alto grau de segurança. Na Aeronáutica, vão operar este sistema os F-39E Gripen, F-5M, A1-M e o A-29 Super Tucano. O E-99 AEW & C e as instalações no solo também farão parte do datalink. Outras unidades aéreas são os drones e o KC-390 em serviço ativo e os futuros A330 MRTT para serviço planeado para 2022.
Grande parte da campanha de testes foi realizada pelo Décimo Quarto Grupo de Aviação, sediado na Base Aérea de Canoas, no Rio Grade do Sul.